# Davit Gasviani
Pas d'image ? Cliquez ici

a Compétitions nationales et continentales officielles uniquement.

b Matchs officiels uniquement.
Dernière mise à jour le 8 février 2024.
Davit "Dato" Gasviani (en géorgien : დავით გასვიანი), né le 10 mai 1981, est un joueur géorgien de rugby à XV évoluant au poste de pilier (1,77 m pour 111 kg).

## Carrière

### En équipe nationale
David Gasviani a connu sa première sélection avec l'équipe de Géorgie le 22 février 2004 face à l'Espagne.

## Palmarès

### En équipe de Géorgie
- 12 sélections avec l'équipe de Géorgie
- 10 points (2 essais)
- Sélections par année : 2 en 2004, 2 en 2005, 2 en 2006, 2 en 2007, 4 en 2008.